# فهرست سخنرانی‌ها و گفتارهای بهرام بیضایی

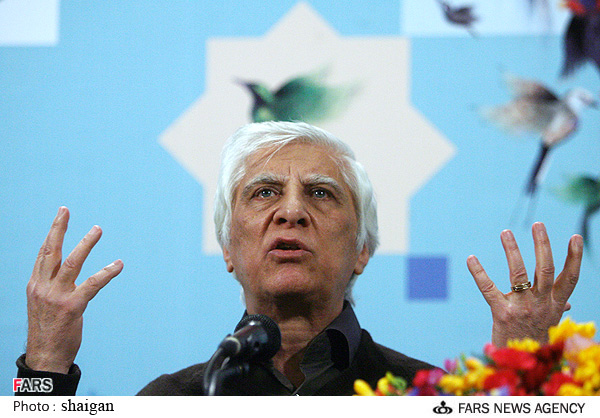
بیضایی در نشستِ خبریِ وقتی همه خوابیم در جشنوارهٔ فیلمِ فجرِ ۱۳۸۷
----
«... آیا سخنرانی‌های او در سال‌های حضورش در ایران جایی ثبت و ضبط شده است و روزی کنار هم قرار خواهد گرفت و روایت بهرام بیضایی از شخصیت‌ها و تاریخ فرهنگ و ادبیات و هنر امروز ایران منتشر خواهد شد؟» مرتضی کاردر، ۱۳۹۹

بهرام بیضایی سخنرانی‌های فراوانی کرده که بیشترش جلسه‌های درسش در دانشگاه‌ها بوده، و کمتر سخنرانی‌های دیگر، از کنفرانس‌های خبری تا مجلس‌های یادبود و بزرگداشت و غیر از این‌ها. از بسیاری از این سخنرانی‌ها صدا و تصویر و نوشته‌ای نیست. ولی بعضی از این‌ها هم به صورتی منتشر شده است. از راهِ نمونه، صدا و نوشتهٔ سخنانِ او در شبِ سوّم از شبهای نویسندگان و شاعران ایران (مهرِ ۱۳۵۶) با نامِ «در موقعیت تئاتر و سینما» منتشر شده. یک گفتارش با دوستانش در پاریس به قلمِ خودش مقاله‌ای شده به نامِ «پس از صد سال» (۱۳۷۵). از شماری از سخنرانی‌هایش در دانشگاهِ استنفورد فیلم برداشته و منتشر کرده‌اند، به‌طورِ نمونه از جلسه‌های درسِ شاهنامه و سخنرانی‌هایش دربارهٔ طرب‌نامه. گاهی سخنانی به نظم رانده، مثلاً قصیده‌ای که به یادِ سیمین بهبهانی خوانده و از آن فیلم هست. گاهی پیامی کوتاه خوانده که صدایش ضبط شده، مثلاً باری که در ستایشِ ناصر تقوایی چنین پیامی منتشر کرد. بیضایی گاه در بزرگداشتِ کسی سخن رانده، مثلاً در بزرگداشتِ احسان یارشاطر و اکبر رادی. گاهی در نکوهش سخن گفته، از کنفرانس‌های خبری تا گفتگو با رسانه‌های جمعی. گاهی سخنی به مناسبت از راهِ سپاسگزاری و غیر از این گفته، به‌طورِ مثال در جشنی به افتخارِ خودش در تورنتو (۲۰۱۷).

## سخنرانیِ عمومی
از بعضی سخنرانی‌ها و درس‌ها و جلسه‌های پرسش و پاسخِ بیضایی فیلم یا صدا یا نوشته یا خبر هست. تقریباً همهٔ سخنرانی‌های عمومیِ بیضایی به زبانِ فارسی بوده است. بعضِ این سخنرانی‌ها به زبان‌های دیگری هم ترجمه و منتشر شده است.
تاریخ‌ها از ۱۳۸۹ به بعد از روی تقویمِ گریگوری
| سخنرانی‌های بیضایی | سخنرانی‌های بیضایی | سخنرانی‌های بیضایی                                                                                                | سخنرانی‌های بیضایی                                                    | سخنرانی‌های بیضایی |
| سال               | روز               | موضوع | جای                                                                  | توضیحات |
| ----------------- | ----------------- | --- | -------------------------------------------------------------------- | --- |
| ۱۳۴۹              | نامعلوم           | پرسش و پاسخ در میزگردِ «تئاتر امروز ایران»                                                                        | دانشگاهِ پهلوی؟                                                       | در چهارمین جشنِ هنرِ شیراز (فیلم در یوتیوب) |
| اوایلِ دههٔ ۱۳۵۰    | نامعلوم           | | تئاترِ سعدی؟                                                          | |
| ۱۳۵۴              | ؟                 | حقیقت و مرد دانا                                                                                                 | یکی از کتابخانه‌های کانونِ پرورشِ فکریِ کودکان و نوجوانان در تهران       | − (اسفند ۱۳۵۴). «کتابخانه‌های تهران در سال ۵۴». کارنامه کانون پرورش فکری کودکان و نوجوانان (۱۲ (دوره هشتم)): ۱۱–۱۲. |
| ۱۳۵۵              | تابستان           | تعزیه | دانشگاهِ پهلوی                                                        | در دهمین جشنِ هنرِ شیراز |
| ۱۳۵۶              | ؟                 | |                                                                      | در دوّمین جشنوارهٔ تئاترِ شهرستان (بولتنِ جشنواره) |
| ۱۳۵۶              | ۲۰ مهر            | «در موقعیت تئاتر و سینما»                                                                                        | باغِ انجمنِ روابطِ فرهنگیِ ایران و آلمان                                 | در شبِ سوّمِ شبهای نویسندگان و شاعران ایران (SoundCloud: صدا) |
| ۱۳۵۶              | ۱ آذر             | نشستِ خبریِ فیلمِ کلاغ در جشنوارهٔ جهانیِ فیلمِ تهران                                                                  | تالارِ کنفرانسِ هتل اینترکنتینانتالِ تهران                              | − (دی و بهمن ۲۵۳۶ شاهنشاهی). «نکته‌هائی از گفتگوی جمعی با: بهرام بیضائی». سینما ۶ (۳۳): ۹۶. تاریخ وارد شده در \|تاریخ= را بررسی کنید (کمک)                                                                                               |
| اوایلِ دههٔ ۱۳۶۰    | نامعلوم           | به یادِ پرویز فنّی‌زاده                                                                                             | فرهنگ‌سرای نیاوران                                                    | مجلّهٔ فیلم |
| ۱۳۶۸              | پاییز             | پرسش و پاسخِ دانشجویان دربارهٔ آثارِ نمایشیِ بیضایی                                                                  | دانشکدهٔ صدا و سیما                                                   | مهمانِ جلسهٔ درسِ «شناختِ عواملِ نمایش» ِ سهیلا نجم |
| ۱۳۶۹              | اردیبهشت          | افسانه‌های ایرانی و باشو، غریبه‌ی کوچک                                                                             | سالنِ شهید عضدیِ دانشکدهٔ ادبیات و زبان‌های خارجیِ دانشگاهِ علّامه طباطبائی | به دعوتِ آذر نفیسی |
| ۱۳۶۹              | ۱ تیر             | پرسش و پاسخ دانشجویان دربارهٔ فیلم‌های بیضایی                                                                      | دانشکدهٔ سینما و تئاترِ دانشگاهِ هنر                                    | شرکاء، آنتونیا (مرداد ۱۳۶۹). «هر کس یک فیلم خوب در ایران ساخته باشد، معلم من است». فیلم (۹۳): ۲۰–۲۱. |
| ۱۳۶۹              | ۸ مهر             | برداشتِ بلند در فیلمِ طناب                                                                                         | دانشکدهٔ صدا و سیما                                                   | در جلسهٔ دفاع همچون استادِ راهنمای پایان‌نامهٔ پرویز شهبازی دربارهٔ فیلمِ طناب – ««بیضائی در دانشکده صدا و سیما»». گزارش فیلم (۶): ۵۹. مهر و آبان ۱۳۶۹. و مخبری، مهشاد (آذر و دی ۱۳۶۹). «کارگردانی مهمترین بازی است!». گزارش فیلم (۸): ۳۶–۴۳. |
| ۱۳۷۰              | ۲۳ اردیبهشت       | | نمایشگاهِ بین‌المللیِ کتابِ تهران                                        | «گفتگوی گروهی با بهرام بیضایی». فیلم (۱۰۷): ۹. تیر ۱۳۷۰. |
| ۱۳۷۰              | ۱۲ مهر            | بررسیِ سینمای هیچکاک                                                                                              | سینماتئاترِ کوچکِ تهران                                                | سالِ ۱۳۷۴ به صورتی کامل‌تر در کتابِ هیچکاک در قاب منتشر شد. |
| ۱۳۷۰              | اسفند             | سینمای ایران پس از انقلابِ ۱۳۵۷                                                                                   | سینمای کانونِ پرورشِ فکریِ کودکان و نوجوانان                            | همراهِ نمایشِ چریکه‌ی تارا – در سمینارِ بررسیِ سینمای ایران پس از انقلاب (مجلّهٔ فیلم، ۱۳۷۱) |
| ۱۳۷۱              | ۳۰ فروردین        | پرسش و پاسخ دربارهٔ مسافران                                                                                       | دانشگاهِ آزادِ تهران                                                   | مهمانِ جلسهٔ درسِ امیرکاوس بالازاده |
| ۱۳۷۱              | ۲۱ اردیبهشت       | داوری و دفاع از پایان‌نامه                                                                                        | دانشکدهٔ صدا و سیما                                                   | در جلسهٔ دفاع همچون استادِ راهنمای پایان‌نامهٔ حمید امجد |
| ۱۳۷۱              | ؟                 | «گفتگو پیرامون سینما و تئاتر»                                                                                    | ساختمانِ مرکزیِ انجمنِ آموزشِ کارگران، استکهلم                           | در جلسهٔ «ایران بعد از انقلاب ۱۳۵۷» |
| ۱۳۷۲              | ۳۰ فروردین        | پذیرشِ جایزهٔ فیلمِ برگزیدهٔ منتقدان و نویسندگان سینمایی و جایزهٔ جهانبخش نورایی و اهدای جایزهٔ جمیله شیخی و رضا رخشان | سینما آزادیِ تهران                                                    | «شب منتقدان». فیلم (۱۴۱): ۷ و ۱۳. اردیبهشت ۱۳۷۲. |
| ۱۳۷۲              | ۲۴ اکتبر (۲ آبان) | گفتگو با تماشاکنانِ چهارمین جشنوارهٔ فیلم‌های ایرانی در شیکاگو                                                      | مدرسهٔ مؤسسهٔ هنرِ شیکاگو                                               | «پاسترناک، سولژنیتسین و بیضایی». فیلم (۱۵۳): ۶۰. بهمن ۱۳۷۲. (مترجمِ همزمان: برادرِ بهرام بیضایی) |
| ۱۳۷۲              | ؟                 | پرسش و پاسخ دربارهٔ مسافران                                                                                       | کانونِ فیلمِ بندرِ انزلی                                                | − (آذر ۱۳۷۲). «شبهای فیلم در بندر انزلی». گزارش فیلم (۹ (پیاپی ۴۷)): ۸۴. |
| ۱۳۷۲              | ؟                 | (نمایش) | کانونِ فیلمِ بندرِ انزلی                                                | − (آذر ۱۳۷۲). «شبهای فیلم در بندر انزلی». گزارش فیلم (۹ (پیاپی ۴۷)): ۸۴. |
| ۱۳۷۳              | ۲۹ اردیبهشت       | پذیرشِ جایزهٔ بهترین نمایشنامهٔ سالِ ۱۳۷۲ گردون                                                                      | دفترِ مجلّهٔ گردون                                                      | − ( اردیبهشت و خرداد ۱۳۷۳ ). «مراسم نخستین دورهٔ جایزهٔ ادبی گردون». گردون (۳۹ و ۴۰): ۱۴–۲۳ . |
| ۱۳۷۳              |                   | انستیتوی فیلمِ آمریکا؟                                                                                            |                                                                      | |
| ۱۳۷۳              |                   | | دانشگاهِ جرج واشینگتن                                                 | در کنفرانسِ «تحوّل هنر سینما در ایران»ِ بنیادِ مطالعاتِ ایران |
| ۱۳۷۴              | مهر               | | دانشگاهِ پیامِ نورِ آران و بیدگل                                        | |
| ۱۳۷۴              | ۲۹ مهر            | (آثارِ سینماییِ خودش)                                                                                              | هتل هیلتونِ وین                                                       | در جلسهٔ مطبوعاتیِ جشنوارهٔ بین‌المللیِ فیلمِ وین در برنامهٔ مرورِ آثارِ خودش |
| ۱۳۷۶              | فروردین           | در جلسهٔ نمایشِ فیلمِ باشو، غریبه‌ی کوچک                                                                             | استراسبورگ                                                           | در کنگرهٔ بین‌المللی نویسندگان |
| ۱۳۷۶              | مهر               | داوری و دفاع از پایان‌نامه                                                                                        | دانشکدهٔ هنرهای زیبای دانشگاهِ تهران                                   | در جلسهٔ دفاع همچون استادِ راهنمای پایان‌نامهٔ حمید امجد |
| ۱۳۷۶              | پاییز             | (نمایش) | دانشکدهٔ هنرِ دانشگاهِ آزادِ اسلامی، واحدِ تهرانِ مرکزی                    | − (آذر ۱۳۷۶). «بهرام بیضایی در جمع دانشجویان هنر». گزارش فیلم (۹۸): ۱۶. |
| ۱۳۷۹              | ۱۱ خرداد          | پرسش و پاسخ دربارهٔ فیلمِ مرگ یزدگرد                                                                               | سینماتکِ موزهٔ هنرهای معاصرِ تهران                                      | «روایت تراژدی قدرت به زبان نمایش و سینما». دنیای تصویر (۸۳): ۶۰–۶۲. مرداد ۱۳۷۹. |
| ۱۳۷۹              | ۱۵ دی             | «اگر حرفی مانده باشد!» و پرسش و پاسخ                                                                             | سینما بهمنِ کاشان                                                     | در «نکوداشت استاد بهرام بیضایی» (در کتابِ سرزدن به خانه‌ی پدری، ۱۳۸۳) |
| اوایلِ دههٔ ۱۳۸۰    | نامعلوم           | پرسش و پاسخ دربارهٔ آثار بیضایی                                                                                   | پاتوغِ فرهنگیِ تهران (در مجموعهٔ فرهنگی-هنریِ تهران)                     | |
| ۱۳۸۰              | ۱۱ دی             | پرسش و پاسخ دربارهٔ فیلمِ سگ‌کُشی                                                                                    | سینما فردوسیِ تهران                                                   | «امید به خلاقیت». گزارش فیلم (۱۸۷): ۱۴–۱۵. ۱۳۸۰. |
| ۱۳۸۰              | ۱۳ دی             | سخنرانی در پذیرش جایزهٔ فیلم برگزیدهٔ دههٔ ۱۳۷۰ و تقدیرنامهٔ کانون کارگردانان خانهٔ سینمای ایران                      | مرکزِ همایش‌های رازیِ دانشگاهِ علومِ پزشکیِ ایران                          | در جشنِ پنجمِ دنیای تصویر |
| ۱۳۸۰              | ۲۷ دی             | پرسش و پاسخ در رونماییِ فیلم‌نامهٔ سگ‌کُشی                                                                            | پاتوغِ فرهنگیِ تهران (در مجموعهٔ فرهنگی-هنریِ تهران)                     | |
| ۱۳۸۰              | ۱۸ اسفند          | پرسش و پاسخ دربارهٔ سگ‌کُشی                                                                                         | کاشان                                                                | در کتابِ سرزدن به خانه‌ی پدری (۱۳۸۳) |
| ۱۳۸۱              | ۳۰ اردیبهشت       | در دوّمین نشستِ جشنوارهٔ یادگار                                                                                     | سینماتکِ موزهٔ هنرهای معاصرِ تهران                                      | − ( خرداد ۱۳۸۱ ). «بیضایی: چه چیزی خلاقیت ما را نابود کرد؟!». سینمای نو (۲۳): ۴ . |
| ۱۳۸۱              | ۲۶ مرداد          | روخوانیِ افرا و پرسش و پاسخ                                                                                       | خانهٔ هنرمندانِ ایران                                                  | «معنویت گمشده: گزارشی از جلسه نمایشنامه‌خوانی خانه تئاتر با حضور بهرام بیضائی». نمایش (۵۴): ۲۹–۳۰. |
| ۱۳۸۱              | مهر               | «بازخوانی نمایشهای سنتی»                                                                                         | خانه فرهنگ گل‌ها                                                      | «بهرام بیضایی: تعزیه باید خود راه خود را پیدا کند». اطّلاعات (۲۲۶۱۱): ۱۰. ۲۹ مهر ۱۳۸۱. |
| ۱۳۸۱              | ۱۷ دی             | پرسش و پاسخ دربارهٔ چریکه‌ی تارا                                                                                   |                                                                      | در همایشِ زن در سینما |
| ۱۳۸۱              | ۱۱ بهمن           | در افتتاحِ جشنوارهٔ فیلمِ فجرِ ۱۳۸۱، در اهدای جایزه به مهرداد فخیمی                                                  | تالارِ میلاد                                                          | |
| ۱۳۸۲              | مهر               | پرسش و پاسخ دربارهٔ شب هزارویکُم                                                                                   | ایسنا                                                                | − (۲۹ مهر ۱۳۸۲). «شب هزارویکم، یک نمایش، ۸ بازیگر و یک کارگردان». انتخاب (۱۲۹۷): ۷. |
| ۱۳۸۲              | ۱۹ آبان           | پرسش و پاسخ دربارهٔ شب هزارویکُم                                                                                   | تالارِ چهارسوی تئاترِ شهرِ تهران                                        | − (۲۱ آبان ۱۳۸۲). «انسان‌های امروز نیز می‌توانند اسطوره شوند». انتخاب (۱۳۱۶): ۱۰. |
| ۱۳۸۲              | ۱۸ آذر            | در همایش بررسی ظرفیت‌های نمایشی آثار کهن ایران و جهان                                                             | دانشکدهٔ ادبیات و علومِ انسانیِ دانشگاهِ شهید چمرانِ اهواز                | − (۲۴ آذر ۱۳۸۲). «من نمی‌فهمم تئاتر ملی چیست». شرق (۹۰): ۱۰. |
| ۱۳۸۳              | ۲۹ مرداد          | پذیرشِ جایزهٔ بهترین نمایشِ سالِ ۱۳۸۲                                                                                | فرهنگ‌سرای نیاوران                                                    | در جشنِ انجمنِ منتقدان و نویسندگانِ خانهٔ تئاترِ ایران |
| ۱۳۸۴              | ۲۵ آبان           | «هزارافسان کجاست؟»                                                                                               | انتشاراتِ فرزان روز                                                   | نقد و بررسیِ ریشه‌یابیِ درخت کهن – این سخنرانی سپس‌تر شد مبنای اوّلیهٔ کتابِ هِزاراَفسان کجاست؟ |
| ۱۳۸۴              | ۱۸ آذر            | به یادِ هوشنگ گلشیری، در اهدای جایزهٔ ادبی هوشنگ گلشیری به محمّدحسین محمّدی                                          | فرهنگ‌سرای نیاوران                                                    | [ ۱۹ ] [ ۲۰ ] |
| ۱۳۸۵              | ۱۱ اردیبهشت       | دربارهٔ نو و در اهدای جایزه به خانوادهٔ غلامحسین ساعدی                                                             | خانهٔ تئاتر                                                           | در جشنِ انجمنِ نمایشنامه‌نویسان |
| ۱۳۸۵              | ؟                 | (موسیقیِ قالی سخنگو و نقش‌های قالی)                                                                                | سالنِ بتهوونِ خانهٔ هنرمندانِ ایران                                      | در نشست تخصصی انجمن فیلمسازان انیمیشن ایران |
| ۱۳۸۵              | ۵ دی              | با دوستداران در شبِ بخارای بهرام بیضایی                                                                           | سالنِ بتهوونِ خانهٔ هنرمندانِ ایران                                      | − (دی ۱۳۸۵). «گزارش روابط عمومی شب‌های بخارا از شب بهرام بیضایی». رودکی (۹): ۱۷۰–۱۷۶. (فیلم در یوتیوب) |
| ۱۳۸۶              | ۲۱ تیر            | پذیرشِ جایزهٔ ویژهٔ جشنِ دهمِ دنیای تصویر                                                                             | تالارِ وزارتِ کشور                                                     | «تقدیر از موثرترین چهره‌ی ادبیات نمایشی ایران». دنیای تصویر (۱۷۴): ۸۹. |
| ۱۳۸۶              | ۲ بهمن            | نشستِ خبری دربارهٔ افرا، یا روز می‌گذرد                                                                             |                                                                      | «زندگی مبتنی بر تک‌گویی». اعتماد (۱۵۹۷): ۲۰. |
| ۱۳۸۷              | ۲۸ اردیبهشت       | در جشنِ تقدیرِ خودش در مراسمِ جایزهٔ روزی روزگاری                                                                    | شهرِ کتابِ گلچین، تهران                                                | −. «جایزه روزی روزگاری به "حافظ خیاوی" و "جان بارت" رسید». آفتاب یزد (۲۳۵۸): ۱۰. |
| ۱۳۸۷              | ۱۵ شهریور         | در جشنِ تقدیرِ خودش در دوازدهمین جشنِ سینمای ایران                                                                  | مجموعهٔ فرهنگی-هنریِ آسمان، تهران                                      | − (۱۷ شهریور ۱۳۸۷). «طنین انتقادهای سینماگران». اعتماد (۱۷۶۵): ۱ و ۲۰. |
| ۱۳۸۷              | ۸ آبان            | «درباره‌ی آیدینِ آغداشلو و هُنَرِ او»                                                                                 | خانهٔ هنرمندانِ ایران                                                  | بخارا (۶۷): ۳۲۲–۳۳۱. |
| ۱۳۸۷              | ۱۲ بهمن           | نشستِ نقد و بررسیِ فیلمِ وقتی همه خوابیم                                                                            | سینما فلسطین (تهران)                                                 | |
| ۱۳۸۷              | ۲۰ اسفند          | پرسش و پاسخ دربارهٔ فیلمِ وقتی همه خوابیم                                                                          | دانشگاهِ تهران                                                        | فیلم در یوتیوب («شیوه داستان‌گویی در فیلم "وقتی همه خوابیم" فریب شرافتمندانه است». آفتاب یزد (۲۵۸۸): ۱۰. ۲۲ اسفند ۱۳۸۷. «بهرام بیضایی در دانشگاه تهران: از سال ۶۰ اجازه تدریس ندارم». اعتماد (۱۹۱۱): ۱۶. ۲۲ اسفند ۱۳۸۷.)                 |
| ۱۳۸۸              | ۱۲ اردیبهشت       | دربارهٔ اکبر رادی و جایزه‌اش                                                                                       | تئاترِ شهرِ تهران                                                      | در اختتامیهٔ جشنوارهٔ بین‌المللیِ تئاترِ دانشگاهیِ ایران |
| ۱۳۸۸              | ۹ خرداد           | نشستِ رونماییِ کتابِ فیلم‌نامهٔ وقتی همه خوابیم                                                                       | انتشاراتِ روشنگران و مطالعات زنان                                     | |
| ۱۳۸۸              | ۳۰ آبان           | اکبر رادی و نمایشنامهٔ از پشت شیشه‌ها                                                                              | فرهنگسرای ارسباران                                                   | − (۲ آذر ۱۳۸۸). «بهرام بیضایی به تحلیل نمایشنامه‌های رادی نشست». اعتماد (۲۱۱۰): ۱۲. |
| ۱۳۸۸              | ۷ آذر             | پذیرشِ جایزهٔ جشنوارهٔ فیلمِ پروین اعتصامی                                                                           | تالارِ اندیشهٔ حوزهٔ هنریِ سازمانِ تبلیغاتِ اسلامیِ تهران                   | «تقدیر از بهرام بیضایی توسط خسرو سینایی». اعتماد (۲۱۱۵): ۱۲. ۱۳۸۸. |
| ۱۳۸۸              | ۱۷ اسفند          | پذیرشِ قلمِ یادمانِ فردوسی                                                                                          | تالارِ مرکزِ هنرپژوهیِ نقشِ جهان                                         | مسکوب، ترانه (۱۹ اسفند ۱۳۸۸). «قلم طلایی فردوسی در دست بیضایی». بهار (۵۴): ۱۱. |
| اواخرِ دههٔ ۱۳۸۰    | نامعلوم           | حماسه گیلگمش – مُهرِ هفتم                                                                                          | نامعلوم                                                              | |
| ۲۰۱۱              | زمستان            | «چرخهٔ فرهنگ» | دانشگاهِ استنفورد                                                     | دربارهٔ درختِ سخنگو با نمایشِ فیلمِ قالی سخنگو |
| ۲۰۱۱              | زمستان            | «چرخهٔ فرهنگ» | دانشگاهِ استنفورد                                                     | دربارهٔ تاریخ سینمای ایران تا دههٔ ۱۳۵۰ و فیلمفارسی (امرایی، امیلی (۷ بهمن ۱۳۸۹). «از دریچه نگاه پیر سینما و تئاتر». شرق (۱۱۷۱).) |
| ۲۰۱۱              | زمستان            | «چرخهٔ فرهنگ» | دانشگاهِ استنفورد                                                     | |
| ۲۰۱۱              | زمستان            | «چرخهٔ فرهنگ» | دانشگاهِ استنفورد                                                     | |
| ۲۰۱۱              | زمستان            | «چرخهٔ فرهنگ» | دانشگاهِ استنفورد                                                     | |
| ۲۰۱۱              | زمستان            | «چرخهٔ فرهنگ» | دانشگاهِ استنفورد                                                     | |
| ۲۰۱۱              | زمستان            | «چرخهٔ فرهنگ» | دانشگاهِ استنفورد                                                     | |
| ۲۰۱۱              | زمستان            | «چرخهٔ فرهنگ» | دانشگاهِ استنفورد                                                     | |
| ۲۰۱۱              | زمستان            | «چرخهٔ فرهنگ» | دانشگاهِ استنفورد                                                     | |
| ۲۰۱۱              | زمستان            | «چرخهٔ فرهنگ» | دانشگاهِ استنفورد                                                     | |
| ۲۰۱۱              | بهار              | «سینما و اسطوره‌شناسی»                                                                                            | سرای جردنِ دانشگاهِ استنفورد                                           | [ ۲۳ ] |
| ۲۰۱۱              | بهار              | «سینما و اسطوره‌شناسی»                                                                                            | سرای جردنِ دانشگاهِ استنفورد                                           | |
| ۲۰۱۱              | بهار              | «سینما و اسطوره‌شناسی»                                                                                            | سرای جردنِ دانشگاهِ استنفورد                                           | |
| ۲۰۱۱              | بهار              | «سینما و اسطوره‌شناسی»                                                                                            | سرای جردنِ دانشگاهِ استنفورد                                           | |
| ۲۰۱۱              | بهار              | «سینما و اسطوره‌شناسی»                                                                                            | سرای جردنِ دانشگاهِ استنفورد                                           | |
| ۲۰۱۱              | بهار              | «سینما و اسطوره‌شناسی»                                                                                            | سرای جردنِ دانشگاهِ استنفورد                                           | |
| ۲۰۱۱              | بهار              | «سینما و اسطوره‌شناسی»                                                                                            | سرای جردنِ دانشگاهِ استنفورد                                           | |
| ۲۰۱۱              | بهار              | «سینما و اسطوره‌شناسی»                                                                                            | سرای جردنِ دانشگاهِ استنفورد                                           | |
| ۲۰۱۱              | بهار              | «سینما و اسطوره‌شناسی»                                                                                            | سرای جردنِ دانشگاهِ استنفورد                                           | |
| ۲۰۱۱              | بهار              | «سینما و اسطوره‌شناسی»                                                                                            | سرای جردنِ دانشگاهِ استنفورد                                           | |
| ۲۰۱۱              | ۲۱ مه             | نامعلوم | دانشگاهِ استنفورد                                                     | [ ۲۵ ] |
| ۲۰۱۱              | ۴ ژوئن            | شاهنامه | انجمنِ فردوسیِ شمالِ کالیفرنیا                                          | فیلم در یوتیوب |
| ۲۰۱۱              | ۱۰ نوامبر         | در مراسمِ دریافتِ جایزهٔ بیتا – پرسش و پاسخ                                                                         | تالارِ کابرلیِ دانشگاهِ استنفورد                                        | فیلم در یوتیوب / SoundCloud: صدا |
| ۲۰۱۱              | ۲۰ نوامبر         | «درخت سخنگو» | عمارتِ دادِ دانشگاهِ کالیفرنیا، لس آنجلس                                | [ ۲۶ ] |
| ۲۰۱۱              | ۲۱ نوامبر         | «شبی با بهرام بیضایی»                                                                                            | عمارتِ برودِ دانشگاهِ کالیفرنیا، لس آنجلس                               | [ ۲۷ ] |
| ۲۰۱۲              | ۱۸ مه             | «دربارهٔ جانا و بلادور»                                                                                           | دانشگاهِ استنفورد                                                     | با ترجمهٔ همزمان به انگلیسی، مترجم: عبّاس میلانی (بخشِ ۱ در یوتیوب – بخشِ ۲ در یوتیوب) |
| ۲۰۱۲              | ۱ دسامبر          | در مراسمِ دریافتِ جایزهٔ میراثِ فرهنگ                                                                                | نامعلوم                                                              | |
| ۲۰۱۲              | ۲ دسامبر          | «اسطوره‌ها در آثار بهرام بیضایی»                                                                                  | عمارتِ دادِ دانشگاهِ کالیفرنیا، لس آنجلس                                | (فیلم در یوتیوب – ادامه در یوتیوب – ادامه در یوتیوب – ادامه در یوتیوب) |
| ۲۰۱۳              | ۲۴ ژانویه         | در جلسهٔ نمایشِ هملت، شاهزاده‌ی اندوه                                                                               | دانشگاهِ استنفورد                                                     | [ ۲۹ ] |
| ۲۰۱۳              | ۲۱ فوریه          | «نشانه‌شناسی افسانه‌های ایرانی: معناشناسی شاهنامه به عنوان یک کار اجتماعی یا سیاسی»                                | تالارِ آننبرگِ دانشگاهِ استنفورد                                        | فیلم در یوتیوب / SoundCloud: صدا |
| ۲۰۱۳              | ۲۸ فوریه          | «نشانه‌شناسی افسانه‌های ایرانی: فردوسی – معناشناسی شاهنامه به عنوان یک کار اجتماعی یا سیاسی»                       | تالارِ آننبرگِ دانشگاهِ استنفورد                                        | فیلم در یوتیوب / SoundCloud: صدا |
| ۲۰۱۳              | ۷ مارس            | «نشانه‌شناسی افسانه‌های ایرانی: افسانه‌های نانوشتهٔ روزگار پیش از شاهنامه – آفرینش آدمی و پس از آن»                  | تالارِ آننبرگِ دانشگاه استنفورد                                        | فیلم در یوتیوب / SoundCloud: صدا |
| ۲۰۱۳              | ۱۴ مارس           | «نشانه‌شناسی افسانه‌های ایرانی: نگاهی تحلیلی به داستان رستم و سهراب»                                               | تالارِ آننبرگِ دانشگاهِ استنفورد                                        | فیلم در یوتیوب / SoundCloud: صدا |
| ۲۰۱۳              | ۲۲ مارس           | «نشانه‌شناسی افسانه‌های ایرانی: افسانه‌های ایرانی (در نمایش‌های سنّتی) – شب هزارویکُم»                                 | تالارِ آننبرگِ دانشگاهِ استنفورد                                        | فیلم در یوتیوب / SoundCloud: صدا |
| ۲۰۱۳              | ۲۶ ژوئیه          | پیش و پس از نمایشنامه‌خوانی آرش                                                                                   | تالارِ آننبرگِ دانشگاهِ استنفورد                                        | فیلم در یوتیوب / فیلم در ویمیو |
| ۲۰۱۳              | ۷ اوت             | در جلسهٔ نمایشِ نسخهٔ مرمّت‌شدهٔ رگبار                                                                                 | دانشگاهِ استنفورد                                                     | فیلم در یوتیوب |
| ۲۰۱۳              | ۱۲ اکتبر          | در مراسمِ دریافتِ جایزهٔ سینا                                                                                       | مرکزِ علومِ تجربیِ دانشگاهِ هاروارد                                      | ابراهیم‌زاده، فرزانه (۲۲ مهر ۱۳۹۲). «بیضایی: از خانه بسیار دورم». شرق (۱۸۵۷): ۱ و ۱۱. |
| ۲۰۱۳              | ۱۰ نوامبر         | «افسانهٔ گیلگمش از زبان بهرام بیضایی»                                                                             | دانشگاهِ کالیفرنیا، برکلی                                             | فیلم در یوتیوب |
| ۲۰۱۴              | ۲۵ فوریه          | چند پاره شعر از نمایشنامه‌ای منتشرنشده به یادِ امین بنانی                                                          | تالارِ سمکسِ دانشگاه استنفورد                                          | فیلم در یوتیوب |
| ۲۰۱۴              | ۱۲ آوریل          | در جلسهٔ نمایشِ ترانه‌های قدیمی                                                                                     | دانشگاهِ استنفورد                                                     | [ ۳۰ ] |
| ۲۰۱۴              | ۲ مه              | پرسش و پاسخ در جلسهٔ نمایشِ فیلمِ ضبط‌شدهٔ نمایشِ کارنامه‌ی بُندارِ بیدَخش                                                 | دانشگاهِ استنفورد                                                     | [ ۳۱ ] |
| ۲۰۱۴              | ۹ مه              | «در جستجوی آرش کمانگیر»                                                                                          | تالارِ آننبرگِ دانشگاهِ استنفورد                                        | فیلم در یوتیوب |
| ۲۰۱۴              | ۹ ژوئیه           | در جلسهٔ نمایشِ فیلمِ باشو، غریبه‌ی کوچک                                                                             | دانشگاهِ استنفورد                                                     | [ ۳۲ ] |
| ۲۰۱۴              | ۱۳ دسامبر         | قصیده‌ای به یادِ سیمین بهبهانی                                                                                     | تالارِ سمکسِ دانشگاهِ استنفورد                                          | فیلم در یوتیوب |
| ۲۰۱۵              | ۲۶ آوریل          | پرسش و پاسخ در «شبی در خدمت دانش‌پژوهان ایرانی»                                                                   | تالارِ انویدیای دانشگاهِ استنفورد                                      | فیلم در یوتیوب |
| ۲۰۱۵              | ۲۲ اوت            | پیش از نمایشنامه‌خوانی شب هزارویکُم در جشنوارهٔ تیرگان                                                              | تورنتو                                                               | فیلم در یوتیوب / SoundCloud: صدا |
| ۲۰۱۵              | ۲۳ اوت            | پرسش و پاسخ همراهِ مژده شمسایی دربارهٔ فیلمِ وقتی همه خوابیم                                                        | بنیادِ پریا، تورنتو                                                   | فیلم در یوتیوب |
| ۲۰۱۵              | ۲۶ سپتامبر        | پیش از نمایشنامه‌خوانی شب هزارویکُم                                                                                | موزهٔ د یانگ، سان فرانسیسکو                                           | فیلم در یوتیوب / فیلم در ویمیو |
| ۲۰۱۵              | ۶ نوامبر          | در مراسمِ اهدای جایزهٔ بیتا به احسان یارشاطر                                                                       | تالارِ سمکسِ دانشگاهِ استنفورد                                          | فیلم در یوتیوب |
| ۲۰۱۶              | ۱۴ ژانویه         | به یادِ هوشنگ گلشیری – پرسش و پاسخ                                                                                | کتابخانهٔ گرینِ دانشگاهِ استنفورد                                       | بخشِ ۱ در یوتیوب − بخشِ ۲ در یوتیوب (به مناسبتِ اهدای بایگانی هوشنگ گلشیری به کتابخانهٔ دانشگاهِ استنفورد. «روشنفکر تمام‌وقت». اندیشه پویا (۳۳): ۱۱۵–۱۱۴. ۱۳۹۴.)                                                                              |
| ۲۰۱۶              | ۲۶ ژانویه         | فردوسی | انجمنِ فردوسیِ شمالِ کالیفرنیا                                          | فیلم در یوتیوب |
| ۲۰۱۶              | ۱۷ فوریه          | طرب‌نامه | تالارِ کابرلیِ دانشگاهِ استنفورد                                        | فیلم در یوتیوب |
| ۲۰۱۶              | ۱۲ آوریل          | پرسش و پاسخ دربارهٔ طرب‌نامه                                                                                       | تالارِ کابرلیِ دانشگاهِ استنفورد                                        | فیلم در یوتیوب |
| ۲۰۱۶              | ۱۲ اکتبر          | طرب‌نامه | تالارِ کابرلیِ دانشگاهِ استنفورد                                        | فیلم در یوتیوب |
| ۲۰۱۷              | ۲۳ ژوئن           | رگبار | دانشگاهِ سنت اندروز                                                   | [ ۳۳ ] |
| ۲۰۱۷              | ۲۴ ژوئن           | «ضحاک و جمشید»                                                                                                   | دانشگاهِ سنت اندروز                                                   | |
| ۲۰۱۷              | ۲۹ ژوئیه          | در مراسمِ بزرگداشت و اهدای تندیس آرش جشنوارهٔ تیرگان                                                               | تماشاخانهٔ مرکزِ هاربرفرانت، تورنتو                                    | فیلم در یوتیوب (− (۱۱ مرداد ۱۳۹۶). «بیضایی: ما با آنچه می‌سازیم ایرانی هستیم». اعتماد (۳۸۶۹): ۱۲.) |
| ۲۰۱۸              | ۲۳ آوریل          | پرسش و پاسخ دربارهٔ چهارراه                                                                                       | کتابخانهٔ لاتروپِ دانشگاهِ استنفورد                                     | فیلم در یوتیوب |
| ۲۰۱۸              | ۱۹ مه             | گفتگو پس از نمایشِ فیلمِ باشو، غریبه‌ی کوچک در فستیوال فیلم‌های ایرانی دانشگاه کالیفرنیا، لس آنجلس                   | تماشاخانهٔ بیلی وایلدرِ موزهٔ هَمِر، وست‌وود، لس آنجلس                     | فیلم در یوتیوب |
| ۲۰۱۸              | ۱۵ سپتامبر        | دربارهٔ شب هزارویکُم                                                                                               | دانشگاهِ جرج‌تاون                                                      | پیش و پس از نمایشِ تک‌نفرهٔ بخشِ یکُمِ شب هزارویکُم با بازی مژده شمسایی |
| ۲۰۱۹              | ۲۰ نوامبر         | «هنر کلهر بودن»                                                                                                  | تالارِ سمکسِ دانشگاهِ استنفورد                                          | در مراسمِ اهدای جایزهٔ بیتا به کیهان کلهر (فیلم در یوتیوب) |
| ۲۰۲۰              | نامعلوم           | در تاریخِ نسبتِ اندیشهٔ سیاسی با شاهنامهٔ فردوسی و پرسش و پاسخ                                                       | ضبطِ خانگی                                                            | «در جدال با دشنام‌گویان حزبی». اندیشه پویا (۷۰): ۸۴. آذر ۱۳۹۹. (چاپِ دیگر: «مسکوب و خوانشِ اساطیر». بخارا (۱۴۱): ۱۳–۱۹. دی ۱۳۹۹. برای مراسمِ ۲۹ اکتبرِ دانشگاه استنفورد − فیلم در یوتیوب / پرسش و پاسخ در یوتیوب)                            |
| ۲۰۲۰              | ۱۲ دسامبر         | پرسش و پاسخِ اینترنتی دربارهٔ ماهی                                                                                 | ضبطِ خانگی                                                            | مدیرِ جلسه: منیرو روانی‌پور (فیلم در یوتیوب) |
| ۲۰۲۱              | نامعلوم           | دربارهٔ کنفرانسِ دانشگاهِ استنفورد دربارهٔ خودش و دربارهٔ کارهایش                                                     | ضبطِ خانگی                                                            | در پایانِ کنفرانسِ دانشگاهِ استنفورد دربارهٔ خودش (فیلم در یوتیوب) |
| ۲۰۲۱              | ۳۱ اوت            | پرسش و پاسخِ اینترنتی دربارهٔ چهارراه                                                                              | ضبطِ خانگی                                                            | به مناسبتِ انتشارِ محدودِ فیلمِ نمایش |
| ۲۰۲۱              | ۲۵ دسامبر         | «شب‌های کاشان: دیدار با بهرام بیضائی»                                                                             | ضبطِ خانگی                                                            | بنیادِ فرهنگیِ نوادگانِ سیلک (فیلم در یوتیوب) |

احتمالاً بیضایی در ۶ نوامبرِ ۲۰۱۱ در دانشگاهِ کالیفرنیا، سن دیگو سخن گفته؛ و احتمالاً در ۲۸ آوریلِ ۲۰۱۳ در جشنوارهٔ بین‌المللیِ فیلمِ سان فرانسیسکو سخن گفته؛ و احتمالاً در ۵ نوامبرِ ۲۰۱۶ نیز در دانشگاهِ استنفورد دربارهٔ تعزیه سخن رانده است. علیرضا بهرامی در تابستانٍ ۱۳۹۸ از سخنرانیِ «چند ماه پیش» ِ بیضایی با موضوعِ «لشکرهای یک‌نفره و نقش آن در پیشبرد فرهنگی دهه‌های گذشته» یاد کرد و شمس آقاجانی در بهارِ ۱۴۰۱ از حضورش در «کارگاه» ِ ادبیِ رضا براهنی.
سخنانِ بیضایی با تماشاکنانِ کارنامه‌ی بُندارِ بیدَخش به سالِ ۱۳۷۹ در شمارهٔ ۲ هنر هفتم منتشر شده است.
از گفتارِ بیضایی در نشستِ «هنر روایتگر» (به کوششِ حسین جمالی) نیز فیلم هست.
همچنین تصویر یا صدا هست از سخنانش گاهی که کسی را معرّفی کرده، ستوده یا در تکمیلِ سخنش چیزی گفته، از جمله در اهدای جایزه به مسعود کیمیایی و داریوش مهرجویی و گرفتنِ جایزه در جشنِ گزارش فیلمِ ۱۳۷۴ از عبّاس کیارستمی و در دو سخنرانیِ محمّدرضا درویشی و نیز سخنرانی‌های محسن یلفانی و حمید امجد و رسول صدر عاملی و شبنم طلوعی و ایرج پارسی‌نژاد و زکریا هاشمی در دانشگاهِ استنفورد.
بیضایی در سخنرانی‌ها و مراسمِ دیگرانی هم حاضر شده بی آن که چندان سخنی گفته باشد. تشییعِ جنازهٔ کاوه گلستان و غزاله علیزاده و ختمِ جمیله شیخی و نمایش‌های فراوانی در تهران از ماجرای باغِ وحش (۱۳۴۸) تا هملت شازده کوچولوی دانمارک (۱۳۸۸) و، در دانشگاهِ استنفورد، سخنرانیِ رضا براهنی و علی دهباشی و رضا قاسمی و کیهان کلهر و علی‌اکبر مرادی و پرسش و پاسخ با کامران شیردل و رضا علّامه‌زاده و محمّد رسول‌اف و سخنرانیِ فرزانه میلانی دربارهٔ فروغ فرّخزاد و سخنرانیِ نیلوفر بیضایی دربارهٔ تئاتر در تبعید و بیشترِ جشن‌های سالانهٔ اهدای جایزهٔ بیتا از این جلسه‌هاست که با حضورِ بیضایی برگزار و اغلب فیلم‌برداری و فیلمش منتشر شده است. از حضورِ بیضایی در جاهای دیگری هم فیلم و عکس هست، از جمله از حضورش در کنسرتِ همایون شجریان و سهراب پورناظری در سن خوزهٔ کالیفرنیا در ۲۹ مارسِ ۲۰۱۹ و عکس‌هایی در فیلمِ خنده در تاریکیِ مژگان خالقی.

## درس‌ها
در گروهِ هنرِ ملّی (وزارتِ فرهنگ و هنر، دههٔ ۱۳۴۰)
- «نمایش در ایران»[۵۵]

در کرمانشاه
- تئاتر[۵۶]

در اصفهان (۱۳۴۷)
در دانشکدهٔ هنرهای زیبای دانشگاهِ تهران (دههٔ ۱۳۵۰)
- مقدّمه‌ای بر نمایش
- نمایش شرقی (هند و چین و ژاپن و جنوب شرقی آسیا)
- نمایش ایرانی
- تئاتر در سینما
- تحقیق[۵۷]

در مرکزِ فرهنگِ مردم (دههٔ ۱۳۵۰)
- فرهنگِ عامّه

در خانهٔ پیمان قاسم خانی (دههٔ ۱۳۶۰؟)
در مرکزِ اسلامیِ آموزشِ فیلمسازی (۱۳۷۱)
- بازیگری
- فیلم‌نامه‌نویسی

در آموزشگاهِ سمندریان (۱۳۷۳ و ۱۳۷۴)
- نمایشنامه‌نویسی

در دانشکدهٔ هنر و معماریِ دانشگاهِ آزادِ اسلامی، واحدِ تهرانِ مرکزی (۱۳۷۶)
- نمایشنامه‌نویسی

در کانونِ پرورشِ فکریِ کودکان و نوجوانان (اواخرِ دههٔ ۱۳۸۰)
- کار با بازیگر

در کانونِ سینماگرانِ جوان
- سینمای حرفه‌ای

در مؤسّسهٔ کارنامه (۱۳۸۹)
- «اسطوره و سینما»

در دانشکدهٔ انسانیات و علومِ دانشگاهِ استنفورد (دههٔ ۱۳۹۰)
- «سینمای ایران»
- «سینمای ایرانی اجتماعات دور از وطن»
- «نمایش معاصر ایران»

## پیام‌ها
چندین پیام صوتی و تصویری نیز از بیضایی منتشر شده است، یا قرار بوده بشود، از جمله:
- به چهارمین همایشِ تعزیهٔ کاشان (۱۳۸۱؛ نقل در ناصربخت، محمدحسین (اردیبهشت ۱۳۸۱). «سفرنامه کاشان». نمایش (۵۱): ۱۷–۲۰.)
- در بزرگداشتِ بابک بیات (۱۳۸۱)[۵۹]
- تصویرِ سخنانی دربارهٔ جمشید لایق برای مراسمِ ۱ آذرِ ۱۳۸۹ در خانهٔ تئاتر ایران (به خاطرِ مشکلاتِ فنّی پخش نشد.)
- به مناسبتِ انتشارِ آلبوم گزیدهٔ آثار موسیقی محمّدرضا درویشی در سینما و تئاتر (۱۳۹۰)
- به مناسبتِ چاپِ کتابِ هِزاراَفسان کجاست؟ (۱۳۹۱؛ فیلم در یوتیوب. چاپ شده در: ابراهیم‌زاده، فرزانه (۳۱ اردیبهشت ۱۳۹۱). ««بیضایی» احیاگر از یادرفته‌ها». شرق (۶۰۹ (پیاپی ۱۵۳۳)): ۱ و ۱۵.)
- برای واروژ کریم مسیحی (۱۳۹۳)
- برای بزرگداشتِ ناصر تقوایی (۱۳۹۵؛ چاپ در کتابِ دانشنامه‌ی آثار بهرام بیضایی، ۱۴۰۲) / فیلم در آپارات

- دربارهٔ تمرین آخر ناصر تقوایی و سخنرانی خودش دربارهٔ تعزیه (۱۳۹۵) / فیلم در آپارات

- به شادباشِ جایزهٔ اسکارِ بهترین فیلمِ خارجی‌زبانِ فیلمِ فروشنده (۱۳۹۴) اصغر فرهادی (۱۳۹۵؛ فرستاده به واسطهٔ هایده صفی‌یاری)[۶۰]
- به جشنِ انجمن منتقدان و نویسندگان سینمای ایران برای بزرگداشتِ اصغر رفیعی جم (۱۳۹۷)
- به یادِ مادر، برای جشنِ هشتادسالگیِ خودش در رشت (۱۳۹۷؛ فیلم در یوتیوب)
- به جشنِ انجمن منتقدان و نویسندگان تئاتر ایران (۱۳۹۸)
- در سوگِ فرامرز اصلانی، برای مراسمِ یادبودش در واشینگتن، دی. سی. (۱۴۰۳؛ فیلم در یوتیوب)
- به جشنِ بزرگداشتِ ایرج رامین‌فر[۶۱]

## گفتگو

### در برنامه‌های دیگران
بیضایی در چند فیلمِ مستند و برنامهٔ صوتی حاضر شده و سخن گفته است. از این جمله‌اند:
- گفتاری تصویری دربارهٔ فیلمفارسی از دههٔ ۱۳۵۰ (فیلم در یوتیوب، متن منقول در کتابِ لعبتک‌ها، ۱۴۰۴)
- فیلمی دربارهٔ کارِ سینماییِ پرویز فنّی‌زاده[۶۲]
- فانوس خیال، کارِ شاهرخ گلستان (نیز به صورتِ نوارِ کاست منتشر شده و همچنین در کتابِ فانوس خیال: سرگذشت سینمای ایران از آغاز تا انقلاب اسلامی به روایت بی‌بی‌سی، ۱۳۷۴)
- تعزیه به روایت دیگر (۱۳۷۹)، کارِ پرویز جاهد (از گفته‌های بیضایی در این فیلم در کتابِ واقعه در قاب (۱۳۹۳) آمده است.)
- احمد شاملو، بزرگ شاعر آزادی، کارِ مسلم منصوری (گفته‌های بیضایی در این فیلم در کتابِ فیلم‌نامهٔ همین فیلم و در جلدِ ۶ از پژوهشگران مُعاصر ایرانِ هوشنگ اتّحاد و در کتابِ ادیسه‌ی بامداد (۱۳۸۱) و نیز در شمارهٔ ۱۶ مجلّهٔ دریچه آمده است.)
- با رها یگانه در وبسایتِ بی‌بی‌سی فارسی: «پای صحبت بهرام بیضایی؛ روز می‌گذرد»، انتشارِ ۱۶ دیِ ۱۳۸۶[۶۳]
- ایران: یک انقلاب سینمایی، کارِ نادر تکمیل همایون
- محاکات غزاله علیزاده، کارِ پگاه آهنگرانی / فیلم در آپارات

- سرد سبز، کارِ ناصر صفّاریان
- اوج موج، کارِ ناصر صفّاریان
- خانه سیاه است: نسخه اصل، کارِ ناصر صفّاریان
- Friendly Persuasion - Iranian Cinema after the Revolution، کارِ جمشید اکرمی (۲۰۰۰ میلادی)
- گفتگویی دربارهٔ اینگمار برگمان به مناسبتِ مرگش (صدا در یوتیوب)
- سیر تحوّل سینمای ایران (من و تو)
- مستندی دربارهٔ ناصر تقوایی
- تعزیه، کارِ فرزاد فره‌وشی (۱۳۸۶–؟)
- بن‌بست، کارِ مصطفی شیری (۱۳۸۷؛ فیلم در یوتیوب)
- پشت و روی صحنه آبی، کارِ فرزاد تقی‌لر (۱۳۸۹)
- لبه تیغ: میراث بازیگران زن سینمای ایران، کارِ بهمن مقصودلو
- یادگاری از جنس صحنه: ۶۵ سال خاطرات کامران نوزاد، کارِ وحید زمانی و منصور تأیید
- سینمای ایرانی (ایران اینترنشنال)
- سفیدِ ناب
- ماندن با نماندن (۱۴۰۲؛ فیلم در یوتیوب)
- دوربین شکسته (۱۴۰۲)
- درباره "مهرداد بهار" (۱۴۰۳)، کارِ پیام مستوفی

گاه خودش یا کارش موضوع فیلمی قرار گرفته و او نیز در آن سخن گفته است؛ از جمله:
- ضبطِ ۱۳۷۷ – دو قسمت از مجموعهٔ مستند ریشه‌ها، کارِ احمد نیک‌آذر: بخشِ ۱ در یوتیوب / بخشِ ۲ در آپارات

- قلم طلایی! (۱۳۷۶) کارِ رضا درویش
- گفتاری صوتیِ کوتاه دربارهٔ سهراب‌کُشی با بی‌بی‌سیِ فارسی، انتشارِ ۲۹ مهرِ ۱۳۸۸[۶۴]
- گفتاری تصویری دربارهٔ باشو، غریبه‌ی کوچک با علاء محسنی از دههٔ ۱۳۹۰ برای «۴۰ سال ۴۰ فیلم» تلویزیونِ فارسیِ بی‌بی‌سی (فیلم در یوتیوب)
- بهرام بیضایی: موزاییک استعاره‌ها، کارِ بهمن مقصودلو
- مسافران در راه
- پرونده‌ی کوتاه سگ‌کُشی
- گفتگویی با پرویز جاهد دربارهٔ نمایشِ مجلس شبیه در ذکر مصایب استاد نوید ماکان و همسرش مهندس رخشید فرزین در تابستانِ ۱۳۸۴: فیلم در یوتیوب / فیلم در ویمیو / فیلم در آپارات

- فیلمِ مستندی از کیومرث مرادی (نمایش در مردادِ ۱۳۸۲ در فرهنگ‌سرای نیاوران)[۶۵]
- نگاهی تندگذر به کارنامه فیلم‌سازی بهرام بیضایی، تدوینِ واروژ کریم مسیحی (نمایش در شبِ بخارای بهرام بیضایی، ۵ دیِ ۱۳۸۵)
- عیّار تنها (۱۳۹۹)، کارِ علاء محسنی (فیلم در وبسایتِ رادیو فردا)
- گفتگویی با الهه خوشنام در بخشِ فارسیِ دویچه وله[۶۶]
- یک تدوینِ کوتاهِ تصویری، نمایش در مراسمِ جایزهٔ میراث فرهنگ
- یک گفتگوی کوتاهِ تصویری دربارهٔ گزارش ارداویراف، منتشرشده به وسیلهٔ تلویزیونِ فارسیِ صدای آمریکا (فیلم در یوتیوب)
- یک گفتگوی کوتاهِ تصویری دربارهٔ گزارش ارداویراف، منتشرشده به وسیلهٔ تلویزیونِ فارسیِ بی‌بی‌سی (فیلم در یوتیوب)
- یک گفتگوی کوتاهِ تصویری دربارهٔ طرب‌نامه، منتشرشده به وسیلهٔ تلویزیونِ فارسیِ صدای آمریکا (فیلم در یوتیوب)
- یک گفتگوی کوتاهِ تصویری دربارهٔ طرب‌نامه، منتشرشده به وسیلهٔ تلویزیونِ فارسیِ بی‌بی‌سی (فیلم در یوتیوب)
- یک گفتگوی کوتاهِ تصویری دربارهٔ باشو، غریبه‌ی کوچک و چیزهای دیگر برای جشنوارهٔ بین‌المللی فیلم برلین (۱۳۹۹؛ فیلم در یوتیوب. «زندگی در اتاقی به وسعت ایران». شهروند (۱۹۹۷): ۶. ۱۳۹۹.)
- یک گفتگوی کوتاهِ تصویری در سوّمین شمارهٔ Martin Scorsese's World Cinema Project، منتشرشده در ۲۰۲۰ میلادی[۶۷] (فیلم در یوتیوب، نسخهٔ کامل‌تر در یوتیوب)
- گفتگویی با بابک غفوری آذر در پادکستِ صحنه در رادیو فردا (پخشِ ۶ دیِ ۱۴۰۲)[۶۸][۶۹]
- گفتگویی با بابک غفوری آذر در رادیو فردا (پخشِ ۱۳ مهرِ ۱۴۰۳)[۷۰]
- گفتگویی با امیر گیتی در صدای آمریکا (پخشِ ۲۱ مهرِ ۱۴۰۳)[۷۱]
- گفتگوی ویژه با نیلوفر منصوری در تلویزیونِ ایران اینترنشنال (پخشِ ۲۰ آبانِ ۱۴۰۳)[۷۲]

تورج مهرزادیان نیز در دههٔ ۱۳۵۰ پرسش و پاسخ‌هایی با بیضایی ضبط کرده، که منتشر نشده است. چند فیلم مستند منتشرنشده دربارهٔ فیلم‌ها و نمایش‌های بیضایی، از جمله دربارهٔ شاید وقتی دیگر، نیز هست.